# Нойштадт-ан-дер-Вайнштрасе
Но́йштадт-ан-дер-Вайнштра́ссе (нем. Neustadt an der Weinstraße, пфальц. Naischdadt) — город земельного подчинения в Германии, в земле Рейнланд-Пфальц.
Население составляет 53 525 человек (на 31 декабря 2009 года). Занимает площадь 117,10 км². Официальный код — 07 3 16 000.
Город подразделяется на 9 городских районов.

## История
С декабря 1918 по июнь 1919 года был оккупирован войсками Сиама.

## Известные уроженцы, жители
В Нойштадт (Вайнштрассе) жил и умер немецкий анархист и публицист Хорст Штовассер.

## Фотографии

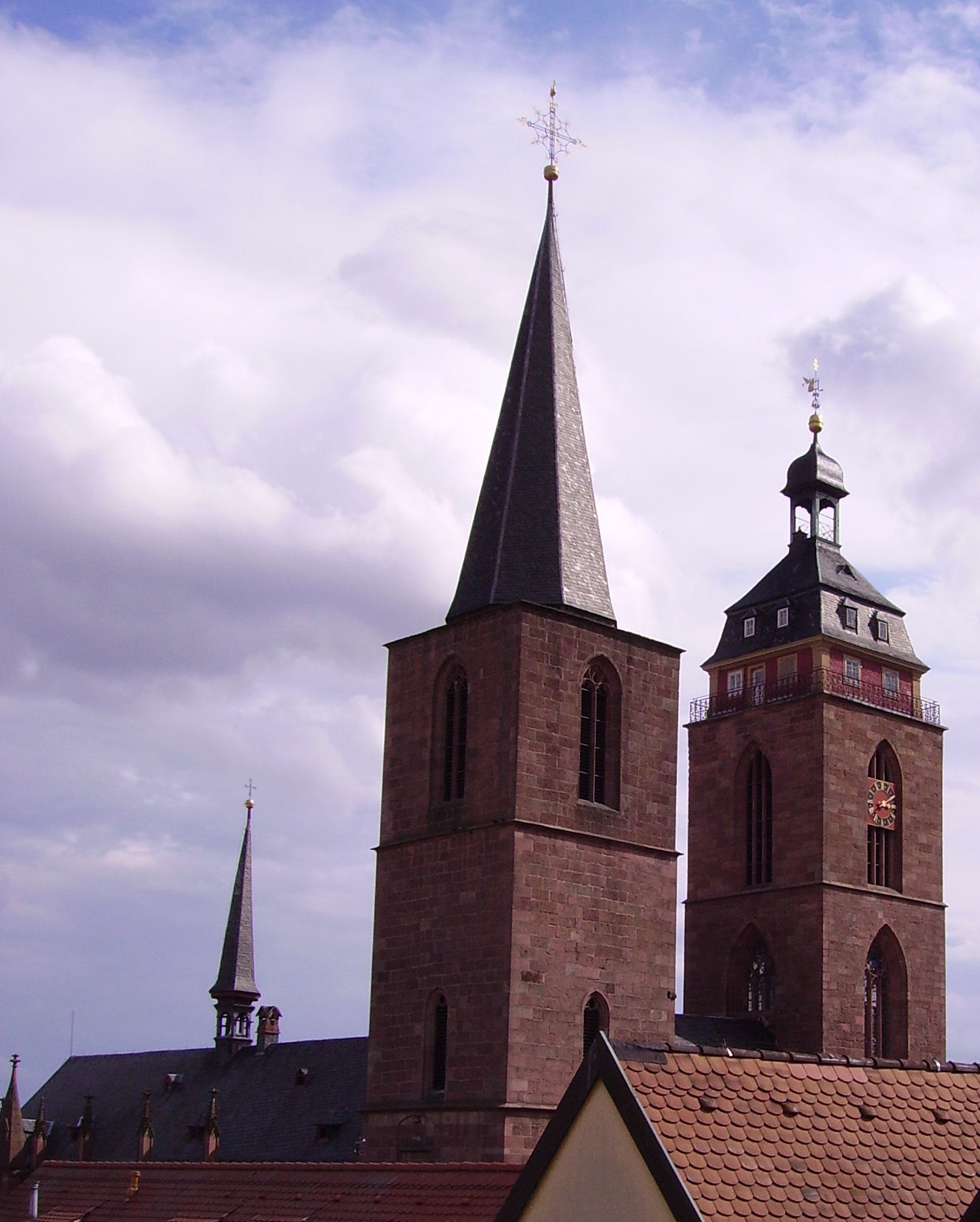
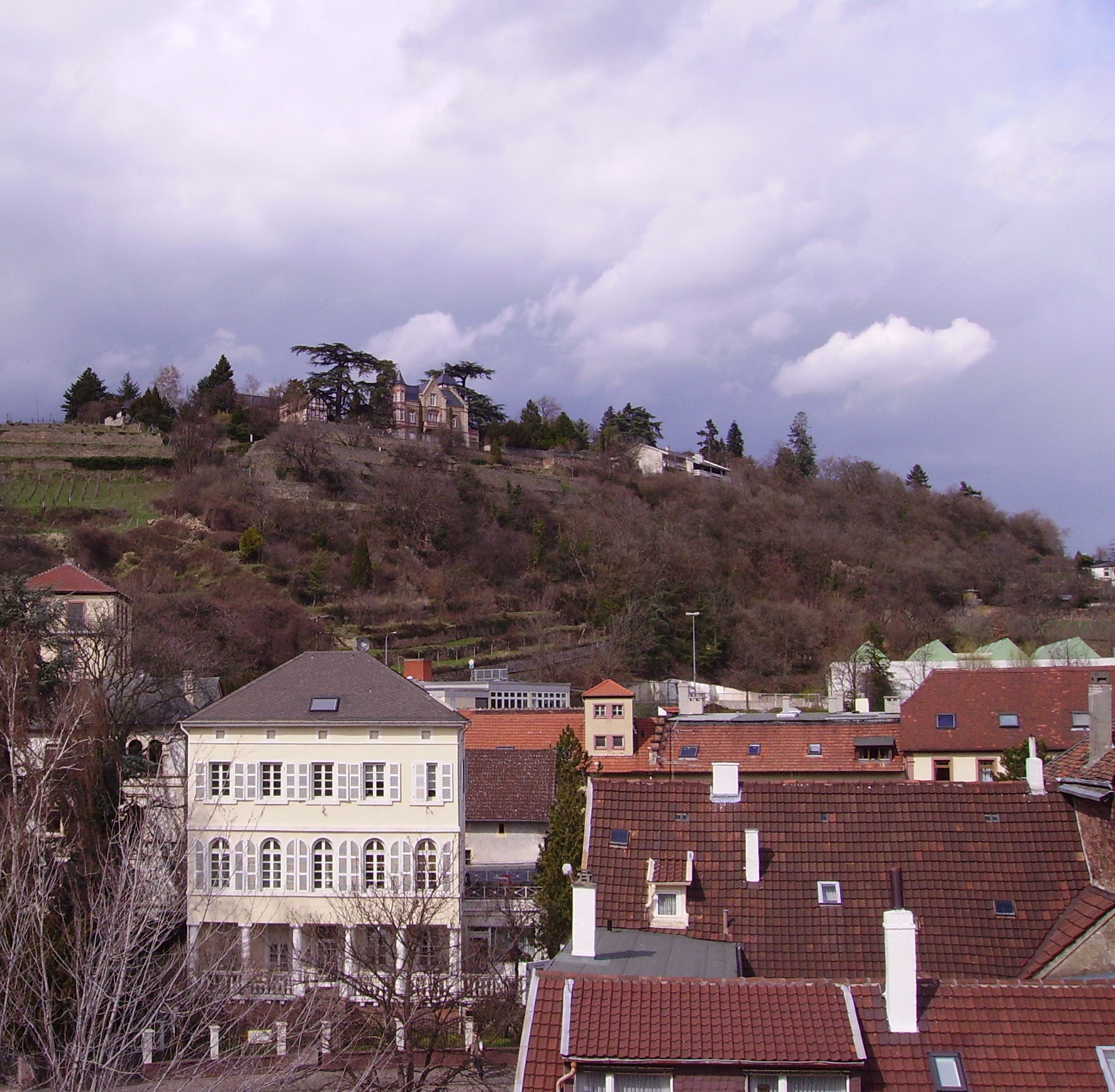
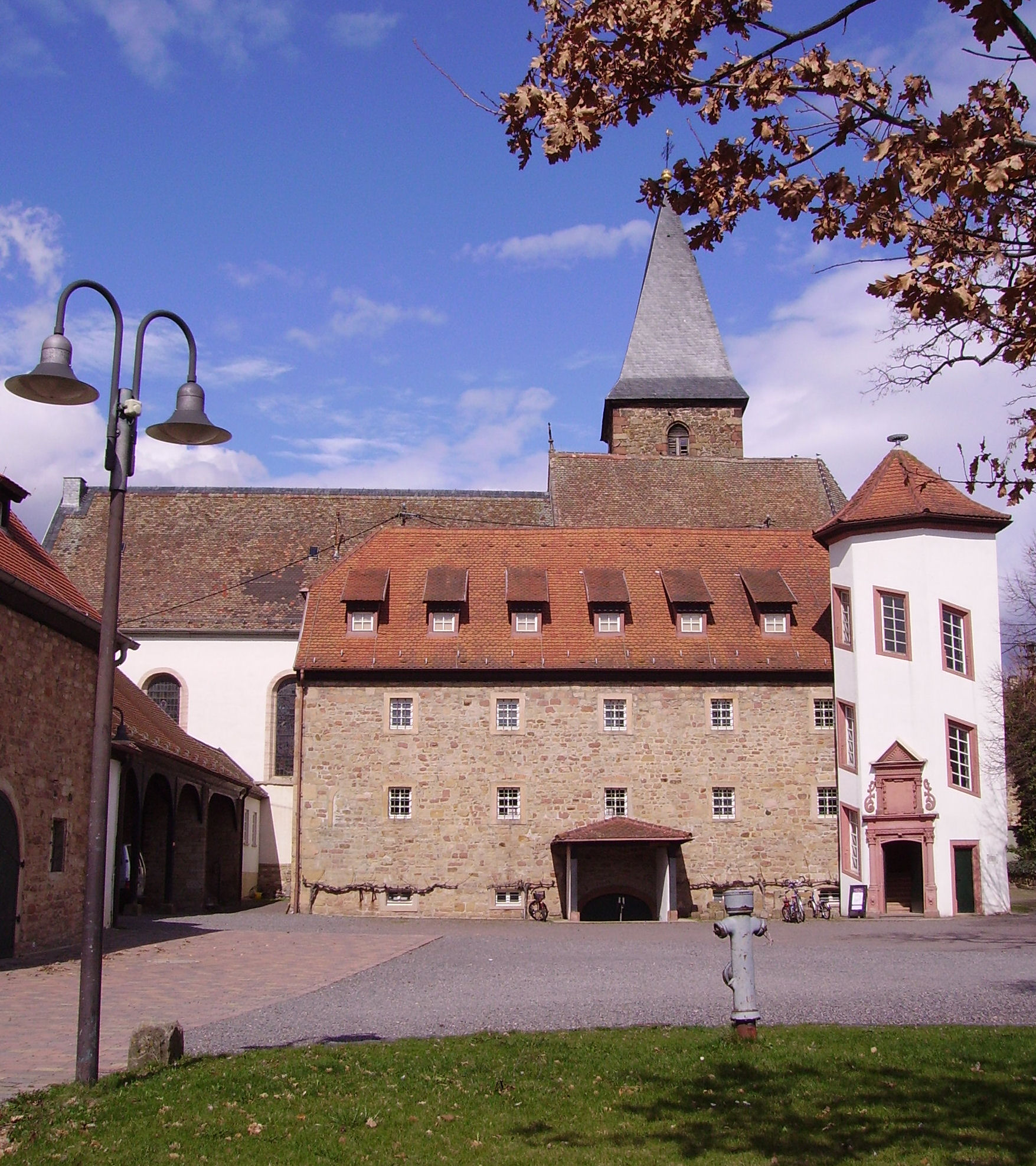